# Joseph Crockett
Joseph William „Joe” Crockett (ur. 16 lutego 1905 w Waszyngtonie, zm. 11 lipca 2001 w Englewood) – amerykański strzelec, mistrz olimpijski.
Pochodził z Falls Church.
Crockett uczestniczył w Letnich Igrzyskach Olimpijskich 1924 w jednej konkurencji. Został mistrzem olimpijskim w drużynowym strzelaniu z karabinu dowolnego drużynowo, uzyskując trzeci rezultat w amerykańskim zespole (skład drużyny: Joseph Crockett, Raymond Coulter, Morris Fisher, Sidney Hinds, Walter Stokes). 

## Wyniki

### Igrzyska olimpijskie
| Igrzyska | Konkurencja                | Wynik                            | Miejsce | Źródło |
| -------- | -------------------------- | -------------------------------- | ------- | ------ |
| IO 1924  | Karabin dowolny, drużynowo | 676 pkt. (druż.) 133 pkt. (ind.) |         | [ 1 ]  |